# Ельза Шнетінберт
Ельза Шнетінберт (Ольга Міцевич) (1874 — 3 грудня 1969) — німецька інженерка з с. Берестяне Волинської області, яка в роки Другої світової війни врятувала від смерті 200 односельчан.

## Біографія
Ельза Шнетінберт походила з німців-колоністів, які ще у XVIII столітті приїхали в царську Росію налагоджувати виробництво скла. Наприкінці XIX століття Ельза з братом Георгієм, як інженери-технологи, приїхали на Волинь, де у Цуманській пущі, на землях князів Радзивіллів, в урочищі Богуславка біля села Берестяне ще 1830 року було закладено склозавод. В роки Першої світової війни склозавод згорів, але Ельза не залишила Волинь. Взявши шлюб з поляком Йосипом Міцевичем, залишилася жити в Берестяному. Після шлюбу в усіх пізніших документах вона записана як Ольга Улянівна Міцевич.
В роки війни трагічно загинули четверо з шести її дітей — двоє синів, дві дочки з дітьми, зяті та чоловік Йосип.
Як згадує онука Ельзи — Ольга, бабуся щовечора читала старовинну Біблію німецькою мовою, казки їм розповідала польською, розмовляла українською. З дитинства всіх онуків привчала до роботи, сама була дуже охайна. Люди в селі дуже поважали стару Німку, ставили її за приклад.
За декілька місяців до смерті її розбив параліч. А до цього ще й корів пасла, ходила в ліс по гриби.
Померла Ельза Шнетінберт 3 грудня 1969 року у віці 95 років.

## Події 1943 року
Восени 1943 року поблизу села Берестяне точилися бої між фашистськими окупантами та радянськими партизанами. В одному з цих боїв 7 листопада було вбито багато німецьких солдатів та офіцерів. Знову батальйон карателів та величезний загін власівців повернулися в Берестяне 20 листопада, щоб спалити село та знищити його жителів за підтримку партизанів. Щоб ніхто не втік, власівці оточили село, а людей стали зганяти в дві величезні клуні, які місцеві називали сибірськими, бо на Поліссі таких не будували. Там уже назбиралося зо двісті людей: старі й молоді, жінки і діти. Саме в цей момент прибігла Ельза Шнетінберт (Ольга Міцевич) і заповзялася щось дуже емоційно пояснювати фашистськими офіцерам, які командували каральним загоном. Стала перед ними на коліна. На її прохання німці людей відпустили. Але попередили, що виходити з села можна тільки дорогою, яка веде на Сильне. Та декілька селян побігли в бік лісу, власівці вирішили, що ті біжать за підмогою до партизан і вернули людей до клуні. 14 берестянців тоді згоріли заживо і село також було спалено.
Так Ельза Шнетінберт (Ольга Міцевич) врятувала від неминучої смерті 200 людей.

## Вшанування пам'яті
До 2014 року на могилі Ельзи–Ольги Шнетінберт — Міцевич був лише старий дерев'яний хрест. За ініціативи місцевого краєзнавця Миколи Подзюбанчука у 2013 році розпочався збір коштів на спорудження пам'ятника.
2014 року в День Перемоги, на місці вічного спочинку Ольги Міцкевич було освячено кам'яний монумент за спасіння односельчан від німецьких карателів 21 листопада 1943 року, споруджений за кошти місцевих і фінансової підтримки редакції обласної газети «Волинь-нова». На пам'ятнику відважній жінці викарбувано вислів: «Хто рятує одне життя — той рятує весь світ».